# Хърватски национален театър (Загреб)
Хърватският национален театър в Загреб (на хърватски: Hrvatsko narodno kazalište u Zagrebu), често изписван и с абревиатурата HNK Zagreb, е най-старият театър в Хърватия и сред най-значимите културни центрове в страната. Стопанисва се от Министерството на културата на Хърватия.

## История
За официална дата на откриването му е прието да се смята 14 октомври 1895 г., но на практика театърът води началото си още от Градския театър на Загреб, основан през 1836 г., който по това време се помещава в сграда в Градец, днешен квартал на Загреб. В същата сграда се помещава и старото кметство на града. . Градският театър на Загреб получава статут на Хърватски национален театър през 1860 г., а през 1861 г. му е осигурена подкрепа от държавата.
През 1870 г. към него вече има сформирана постоянна оперна трупа.
Нова, специално изградена за нуждите на театъра сграда, е построена през 1895 г. на площад „Маршал Тито“ в центъра на Загреб, където театърът се премества и където се намира и до днес. Сградата е проектирана в стил необарок от известните виенски архитекти Фердинанд Фелнер и Херман Хелмер, прочули се със строителството на голям брой театри из Източна и Централна Европа, в това число и на Народния театър „Иван Вазов“. На тържественото откриване присъства самият император Франц Йосиф.
През 1912 г. пред входа на сградата поставят фонтана „Източникът на живота“, дело на известния хърватски скулптор Иван Мещрович.
През 1967 – 1969 г. сградата е преустроена.

## Личности
През годините на съществуването му в Националния театър в Загреб работят редица големи имена в сферата на изкуството на Хърватия. Сред тях са първият директор на театъра композиторът Иван Зайц, диригентът Яков Готовац (ръководил трупата в продължение на 35 години), режисьорът Бранко Гавела, примабалерината Миа Чорак Славенска.
Театърът посреща много известни имена от света на операта, балета, театралното изкуство и киното, сред които Ференц Лист, Сара Бернар, Рихард Щраус, Франц Лехар, Жерар Филип, Вивиан Лий, Питър Брук, Хосе Карерас, Жан-Луи Баро.